# Danny Bruder
Danny Bruder (* 31. August 1969 in Berlin) ist ein deutscher Musiker/Musikproduzent, Rapper/Sänger und Autor.

## Leben
Danny Bruder, Sohn von Peter Seum, startete seine musikalische Laufbahn 1987 im Georg-von-Rauch-Haus.
Er war in den 1990er Jahren Mitglied der Berliner Hardcore-Punk/Crossover-Band Gunjah sowie der Hip-Hop-/Funk-Bands CPS und Das Department.
Seit dem Jahr 2000 ist er außerdem mit seinem Kompagnon Kronstädta unter dem Namen Bruder&Kronstädta musikalisch aktiv.
Bruder produzierte neben seinen eigenen Bands und Hörspielen bereits mit Bands wie den H-Blockx, Joseph Cotton, Della Miles, Daddy Freddy und anderen Künstlern und fertigte diverse Remixe (u. a. für Die Ärzte, Phase V, Mellow Mark u. v. a.) an.
Er tourte mit seinen Bands quer durch Europa und veröffentlichte Singles, EPs sowie mehrere Alben.
1999 initiierte er gemeinsam mit Kronstädta das Projekt Keine Macht Für Niemand 2000 – Die Erben Der Scherben, das im Jahr darauf auf BigPop Records veröffentlicht wurde.
Ebenfalls 1999 gründete er zusammen mit Heinrich Carstens und Jörn Hedtke (Kronstädta) die Band Das Department.
Bis zum Jahr 2002 veröffentlichte Das Department drei Singles, zwei EPs und ein Album (Brennstoff).
Seit 2004 ist Danny Bruder vermehrt als Aktivist für freie Musik in Erscheinung getreten.
So trat er beispielsweise aus der GEMA aus und entwickelte gemeinsam mit einem befreundeten Programmierer das Copycan-Projekt, das auf dem Street Performer Protocol basiert.
Er hielt Vorträge auf der Re:publica, den Wizards of OS, dem Chaos Communication Congress, im Jahr 2009 auf der all2gethernow und 2010 auf dem ersten Youtube User Congress in der c-base.
Danny Bruder ist Mitbegründer des Künstlerkollektivs P-Pack, das unter anderem ein Indie-Label namens P-Pack Records (LC 12796) betreibt.
Das Label wird hauptsächlich von Künstlern aus dem Umfeld Danny Bruders genutzt, so zum Beispiel von Yaneq, Bruder&Kronstädta oder Gauner.
Bruder ist Mitglied der C3S SCE, die er 2013 in Hamburg mitbegründet hat. Die Europäische Genossenschaft hat den Aufbau einer europäischen Verwertungsgesellschaft für musikalische Inhalte zum Ziel.